# セントクリストファー・ネイビス国防軍
セントキッツ・ネイビス国防軍（セントキッツ・ネイビスこくぼうぐん、英語：Saint Kitts and Nevis Defence Force、SKNDF）は、セントキッツ・ネイビスの軍事組織。2009年時点の総員300人。
国防軍は、国防軍本部（FHQ, SKNDF）の下でセントキッツ・ネイビス連隊（St. Kitts Nevis Regimnt）とセントキッツ・ネイビス沿岸警備隊（St. Kitts Nevis Coast Guard）および両組織の予備役で構成される。総司令官は国家安全保障担当大臣の命を受けて軍を指揮する。

## 任務
国防軍は、連隊による国土防衛と地方警察との共同での秩序維持活動、沿岸警備隊による領海警備が主たる任務である。これ以外にも、災害救助や国際連合平和維持活動、麻薬取締りのため地方警察およびイギリス海軍と共同作戦をとる事がある。

## 歴史
国防軍の起源は、当初複数の砂糖プランテーションで発生した暴動に対応するために1896年に設けられた有志部隊に求められる。常備軍は1967年まで存在しなかった。これは独立直後からあったアンギラ島との政策上の不和による騒動で、訓練不十分な有志部隊による鎮圧は困難であることが明白となり、その結果常備軍の必要性が認識された。
最初の人材供給元は、ロイヤル・セントキッツ・ネイビス警察隊の特別活動隊および戦術隊であった。
セントキッツ・ネイビス労働党（SKNLP）主導で組織された常備軍に対し人民行動運動（PAM）は断固反対の姿勢を貫いた。人民行動運動が1980年に政権を握った際に常備軍の解散が決定され、予備役だけが残された。その後、1997年に当選したデンジル・ダグラス（en:Denzil Douglas）の新政権により常備軍は再生された。

## 組織構成

### 常備軍
- 連隊
  - A中隊 - 正規の歩兵部隊で、陸軍大尉が中隊長に就き、中隊本部と3個小銃小隊から成る。
  - 支援役務小隊 - 管理および兵站業務を担当し、2個隊などから成る。
    - 農務部隊（Agricultural Corps）
- 沿岸警備隊
  - 沿岸警備隊本部
  - 技術隊
  - 小艇隊 - 所属船艇の5隻を運用する。

C中隊は、軍事教練団の学生150人（内訳は高等部80人、中等部70人）を擁する。

### 予備役
予備役団（Reserve Corps）には以下のものがある、
- B中隊 - 連隊の予備役部隊。
- 沿岸警備隊予備役
- セントキッツ・ネイビス国防軍軍楽隊
- セントキッツ・ネイビス国防軍軍事教練団

## 装備

### 陸上装備
| 名称                           | 種類             | 生産国         | 画像 | 備考                    |
| ------------------------------ | ---------------- | -------------- | ---- | ----------------------- |
| フェレット装甲偵察車           | 偵察戦闘車       | イギリス       |      | 3両保有。               |
| L16                            | 81㎜迫撃砲       | イギリス       |      |                         |
| ランドローバー・ディフェンダー | 軍用車両         | イギリス       |      |                         |
| FN MAG                         | 汎用機関銃       | ベルギー       |      |                         |
| M16A4/A3/A2                    | アサルトライフル | アメリカ合衆国 |      |                         |
| M4A1                           | アサルトカービン | アメリカ合衆国 |      |                         |
| FN FAL                         | バトルライフル   | ベルギー       |      |                         |
| L1A1                           | バトルライフル   | イギリス       |      | FALのイギリス製改良型。 |
| スターリング                   | 短機関銃         | イギリス       |      |                         |

### 艦艇
| 艦名                | 就役年 | 輸出名                 | 生産国         | 画像 | 備考                                                                                      |
| ------------------- | ------ | ---------------------- | -------------- | ---- | ----------------------------------------------------------------------------------------- |
| （PB-04） （PB-05） | 2012   | ディフェンダー型哨戒艇 | アメリカ合衆国 |      | 2012年に2隻供与。 2021年に米国の支援により近代化改修。 画像はアメリカ沿岸警備隊の同型艇。 |

この他に舟艇3隻を保有。

## 施設
- キャンプ・スプリングフィールドおよび国防軍本部ビル
- バース・ヴィレッジ